# فرانس مینچنس
فرانس مینچنس (اسپانیایی: Frans Mintjens‎؛ زادهٔ ۲۳ نوامبر ۱۹۴۶) دوچرخه‌سوار اهل بلژیک است.